# Tiro ai Giochi della XXIX Olimpiade
Le competizioni di tiro a segno e tiro a volo alle olimpiadi estive di Pechino si sono svolte dal 9 al 17 agosto 2008.

## Eventi
| Disciplina  | Uomini                                            | Donne                                | Totale |
| ----------- | ------------------------------------------------- | ------------------------------------ | ------ |
| Carabina    | 10 m aria compressa 50 m 3 posizioni 50 m a terra | 10 m aria compressa 50 m 3 posizioni | 5      |
| Pistola     | 10 m aria compressa 25 m automatica 50 m          | 10 m aria compressa 25 m             | 5      |
| Tiro a volo | Fossa olimpica Doppia fossa olimpica Skeet        | Fossa olimpica Skeet                 | 5      |
| Totale      | 9                                                 | 6                                    | 15     |

## Calendario
| Uomini | 10 m pistola | Fossa        | 10 m carab. | 50 m pistola Doppia fossa |              |               | 50 m a terra | 25 m pistola Skeet | 50 m 3p | 9  |
| Donne  | 10 m carab.  | 10 m pistola | Fossa       |                           | 25 m pistola | 50 m 3p Skeet |              |                    |         | 6  |
| Totale | 2            | 2            | 2           | 2                         | 1            | 2             | 1            | 2                  | 1       | 15 |

|  | Qualificazioni |  | FINALI |

## Podi

### Uomini
| Evento                           | Oro              | Perform. | Argento             | Perform. | Bronzo          | Perform. |
| Carabina                         |                  |          |                     |          |                 |          |
| 10 m aria compressa (dettagli)   | Abhinav Bindra   | 700,5    | Zhu Qinan           | 699,7    | Henri Häkkinen  | 699,4    |
| 50 m 3 posizioni (dettagli)      | Qiu Jian         | 1272,5   | Jurij Suchorukov    | 1272,4   | Rajmond Debevec | 1271,7   |
| 50 m a terra (dettagli)          | Artur Ajvazjan   | 702,7    | Matthew Emmons      | 701,7    | Warren Potent   | 700,5    |
| Pistola                          |                  |          |                     |          |                 |          |
| 10 m aria compressa (dettagli)   | Pang Wei         | 688,2    | Jin Jong-oh         | 684,5    | Jason Turner    | 682,0    |
| 25 m automatica (dettagli)       | Oleksandr Petriv | 780,2    | Ralf Schumann       | 779,5    | Christian Reitz | 779,3    |
| 50 m (dettagli)                  | Jin Jong-oh      | 660,4    | Tan Zongliang       | 659,5    | Vladimir Isakov | 658,9    |
| Tiro a volo                      |                  |          |                     |          |                 |          |
| Fossa olimpica (dettagli)        | David Kostelecký | 146      | Giovanni Pellielo   | 143      | Aleksei Alipov  | 142      |
| Doppia fossa olimpica (dettagli) | Glenn Eller      | 190      | Francesco D'Aniello | 187      | Hu Binyuan      | 184      |
| Skeet (dettagli)                 | Vincent Hancock  | 145 + 4  | Tore Brovold        | 145 + 3  | Anthony Terras  | 144 + 3  |

### Donne
| Evento                         | Oro                 | Perform. | Argento            | Perform.   | Bronzo               | Perform.   |
| Carabina                       |                     |          |                    |            |                      |            |
| 10 m aria compressa (dettagli) | Kateřina Emmons     | 503,5    | Ljubov' Galkina    | 502,1      | Snježana Pejčić      | 500,9      |
| 50 m 3 posizioni (dettagli)    | Du Li               | 690,3    | Kateřina Emmons    | 687,7      | Eglis Yaima Cruz     | 687,6      |
| Pistola                        |                     |          |                    |            |                      |            |
| 10 m aria compressa (dettagli) | Guo Wenjun          | 492,3    | Natal'ja Paderina  | 489,1      | Nino Salukvadze      | 487,4      |
| 25 m (dettagli)                | Chen Ying           | 793,4    | Otryadyn Gündegmaa | 792,2      | Munkhbayar Dorjsuren | 789,2      |
| Tiro a volo                    |                     |          |                    |            |                      |            |
| Fossa olimpica (dettagli)      | Satu Mäkelä-Nummela | 91       | Zuzana Štefečeková | 89         | Corey Cogdell        | 86         |
| Skeet (dettagli)               | Chiara Cainero      | 93 + 2   | Kim Rhode          | 93 + 1 + 2 | Christine Wenzel     | 93 + 1 + 1 |

## Medagliere
| Posizione | Paese         |    |    |    | Totale |
| --------- | ------------- | -- | -- | -- | ------ |
| 1         | Cina          | 5  | 2  | 1  | 8      |
| 2         | Stati Uniti   | 2  | 2  | 2  | 6      |
| 3         | Rep. Ceca     | 2  | 1  | 0  | 3      |
| 3         | Ucraina       | 2  | 1  | 0  | 3      |
| 5         | Italia        | 1  | 2  | 0  | 3      |
| 6         | Corea del Sud | 1  | 1  | 0  | 2      |
| 7         | Finlandia     | 1  | 0  | 1  | 2      |
| 8         | India         | 1  | 0  | 0  | 1      |
| 9         | Russia        | 0  | 2  | 2  | 4      |
| 10        | Germania      | 0  | 1  | 3  | 4      |
| 11        | Mongolia      | 0  | 1  | 0  | 1      |
| 11        | Norvegia      | 0  | 1  | 0  | 1      |
| 11        | Slovacchia    | 0  | 1  | 0  | 1      |
| 14        | Australia     | 0  | 0  | 1  | 1      |
| 14        | Croazia       | 0  | 0  | 1  | 1      |
| 14        | Cuba          | 0  | 0  | 1  | 1      |
| 14        | Francia       | 0  | 0  | 1  | 1      |
| 14        | Georgia       | 0  | 0  | 1  | 1      |
| 14        | Slovenia      | 0  | 0  | 1  | 1      |
| Totale    | Totale        | 15 | 15 | 15 | 45     |